# 盟軍由巴黎到萊茵的推進
盟軍由巴黎到萊茵的推進是於第二次世界大戰的西歐法德疆界附近發生的戰事，維持了約半年，其結果是盟軍佔領法國、比利時、盧森堡的大部份領土、荷蘭的南部領土和德國萊茵蘭領土。

## 背景
於解放巴黎後，德軍節節敗退，盟軍決定解放剩餘法國、比利時、荷蘭等國的領土。

## 經過
是次戰爭有兩個最大的障礙：一是東法國河流造成的自然障礙，二是齊格菲防線本身的防禦。盟軍先後解放了法、比、荷很多的領土，而德國則敗退到其本土。盟軍先於1944年12月3日攻佔大片北法國的領土，再於15日解放了大部份比利時的領土及東法國一些領土。解放的地方有比利時首都布魯塞爾、北巴黎、蘭斯、盧森堡首都盧森堡市、里爾、南錫、安特衛普等城。
盟軍再後的進攻解放了很多土地並於1944年12月15日成功佔領如南荷蘭、東法國、一小塊盧森堡的領土和德國本身領土的一些邊疆領地。攻佔的城市有亞琛、貝爾福、米盧斯、埃因霍溫等。後來納粹德國計劃反攻在比利時的盟軍，攻佔其首都布魯塞爾，但最後於1944年12月16日、20日、21日和24日進攻，卻只攻佔巴斯托涅等地並很快再失去。
其後於1945年2月盟軍再度進攻，於1945年3月7日完全攻佔萊茵河以西的一大片土地，納粹德國的敗局早已注定。

## 繼後
盟軍成功越過萊茵河，最後更順利推進至易北河，致使盟軍戰勝，與蘇軍會師柏林，納粹德國戰敗，歐洲戰場終結。